# خوسيه أوليفر
خوسيه أوليفر (بالإسبانية: José Oliver)‏ هو عالم آثار إسباني، ولد في 10 يوليو 1954 في برشلونة في إسبانيا.